# 彼得堡的大师
《彼得堡的大师》（英語：The Master of Petersburg），是南非英語作家约翰·马克斯维尔·库切的长篇小说。该长篇小说荣获1994年爱尔兰时报国际小说奖。

## 写作和出版
《圣彼得堡的大师》在1994年写完和发表。

## 内容
该长篇小说讲述1869年俄罗斯作家陀思妥耶夫斯基调查继子巴维尔的死因过程中的一系列事件。

## 影响
1971年，库切在开普敦大学深入研究俄罗斯文学，对費奧多爾·米哈伊洛維奇·陀思妥耶夫斯基情有独钟，于是构思了“陀思妥耶夫斯基”有关的这部长篇小说。

## 译著
简体中文版本已经由翻译家王永年、匡永梅翻译出版。